# Daïra d'Aflou
La daïra d'Aflou est une circonscription administrative algérienne située dans la wilaya de Laghouat. Son chef-lieu est situé sur la commune éponyme d'Aflou.

## Géographie

### Localisation
|       | Gueltet Sidi Saâd     |           |
| Brida | daïra d'Aflou         | Aïn Mahdi |
|       | Oued Morra, El Ghicha |           |

## Communes
La daïra regroupe les trois communes d'Aflou, Sebgag et Sidi Bouzid.